# 石灰石-石膏法
石灰石-石膏法是應用最廣泛的脫硫方法，因為脫硫效率高且適應性強而可以應用於煙道氣脫硫、汽車尾氣脫硫及工廠廢氣脫硫等。美國、德國及日本有90%以上的火力發電廠使用該方法脫硫。石灰石-石膏法的原理是採用噴淋塔結構，含塵煙氣與霧化的脫硫漿液逆向接觸，通過漿液的洗滌作用，脫除煙氣中的顆粒物和有害物質。然而，脫硫漿液霧化等的脫硫過程中可能會產生新的亞微米級微粒，很容易就被煙氣夾帶出脫硫系統，令脫硫淨煙氣中的顆粒物濃度提升。
該方法利用了以下反應： 
CaCO3 + SO2 =△= CaSO3 + CO2 2CaSO3 + O2 == 2CaSO4